# Jabłonna (powiat grodziski)
Jabłonna (pol. hist. Jabłonna Stara) – wieś w Polsce położona w województwie wielkopolskim, w powiecie grodziskim, w gminie Rakoniewice, 9 km na północ od siedziby gminy. Przez wieś przebiega szosa z Rakoniewic do Borui Kościelnej.

## Historia
Wieś pierwotnie związana była z Wielkopolską. Istnieje co najmniej od drugiej połowy XIII wieku. Po raz pierwszy wymieniana w archiwalnym, łacińskojęzycznym dokumencie datowanym na 1288 pod nazwą Iablona, Iablone, 1387 Jablona, 1425 Jablonya, 1426 Yablona, 1489 Stara Jablona, 1491 Jablona Maior, 1494 Utraque Jablona, 1510 Starayablona, 1514 Jablona Antiqua, 1530 Jablona Stara, 1557 Jabłonna, 1575 Jabłonka Stara.
Miejscowość była początkowo własnością królewską, a potem należała do lokalnej szlachty wielkopolskiej z rodu Jabłońskich, którzy od nazwy wsi przyjęli odmiejscowe nazwisko, a także do Zbąskich, Cykowskich. W 1489 wieś leżała w powiecie kościańskim Korony Królestwa Polskiego. W 11510 należała do parafii Gnin.
W 1288 książę wielkopolski Przemysł II zatwierdził dokument Mikołaja z Kiebłowa, podkomorzego Królestwa Polskiego, dotyczący młyna nazywanego Ruchocina Gać (obecnie Ruchocki Młyn) stojącego na rzece Dojca, który został przyznany opactwu cystersów w Obrze dodając do uposażenia klasztoru również prawo pobierania drewna i ziemi we wsi Jabłonna dla wzniesienia oraz naprawy grobli.
W 1387 jako posiadacz dóbr królewskich dóbr Zbąszyń wraz z wsiami odnotowany został Jan Rola kasztelan łęczycki, którego o sumę główną i odsetki pozwał z Jabłonna Żyd zwany Muszka. Kasztelan pozywany był także z innych wsi i toczył także proces sądowy z Pawłem Naramem z Baranowa (koło Mosiny) oraz jego synami Bogusławem i Naramem o 27 grzywien z tytułu poręczenia u Żydówki za swego brata Szczepanka niegdyś kasztelana łęczyckiego.
W 1400 Jan Jabłoński toczył proces z Januszem Krakwiczem z Popowa Wonieskiego koło Krzywinia, który uznał, że winien jest mu na rokach w Poznaniu oraz ma wypłacić z tego tytułu dwie kopy, w zamian za co ma zobowiązać się do zapłaty 10 grzywien i przedstawić poręczycieli. W 1418 Jan Jabłoński oraz Abraham z Jabłonny toczyli proces z Januszem Rzeczycą z Gnina o dwie świnie wartości 4 grzywien.
W latach 1418–1429 jako właściciel we wsi odnotowany został magnat wielkopolski Abraham Głowacz ze Zbąszynia syn Jana Głowacza wojewody mazowieckiego z Nowego Dworu na Mazowszu oraz Jadwigi z Graboszewa w powiecie pyzdrskim. W 1422 toczył on proces sądowy z Niemierzą Luboskim (zwanym też Grodziskim) o granice pomiędzy Jabłonną, a Grodziskiem Wielkopolskim i Kąkolewem. W 1425 Abraham zapowiedział przed sądem ziemskim dziedziny Zbąszyń oraz m.in. Jabłonnę. W 1425 sąd ziemski wydał wyrok, że Abraham Zbąski oraz Niemierza Grodziski winni rozgraniczyć dziedziny Jabłonna oraz Kąkolewo, poczynając od kopca granicznego, który mieli usypać pod lasem sędziowie polubowni. Od kopca powinni przeprowadzić granicę prosto aż do wzgórza zwanego Cisia Góra, do kopca narożnego między Tomyślem (obecnie Stary Tomyśl), Jabłonną oraz Kąkolewem. Obie strony sporu mieli przyprowadzić sędziów polubownych oraz upoważnić ich do rozgraniczenia pod karą umowną 100 grzywien w razie zaniechania. W 1489 bracia Abraham, Piotr oraz Marcin Zbąscy dokonali podziału dóbr po ojcu Abrahamie Zbąskim, w wyniku czego Piotr otrzymał m.in. Jabłonnę.
W 1531 synowie Marcina Zbąskiego, bracia ze Zbąszynia Piotr oraz Jan Zbąscy podzielili dobra po ojcu w wyniku czego Jan otrzymał m.in. połowę Jabłonny. W 1531 kustosz wiślicki, kanonik poznański, sekretarz królewski Jan Zbąski sprzedał bratu Piotrowi m.in. połowę wsi Jabłonna za 800 grzywien z zastrzeżeniem prawa wykupu. W 1561 syn Piotra Zbąskiego Abraham sprzedał wsie Boruja i Jabłonna wraz młynem zwanym Hamer Janowi Cykowskiemu za 6000 złotych polskich z zastrzeżeniem prawa wykupu.
W 1510 wieś była własnością pana Zbąskiego i liczyła 7 łanów osiadłych oraz jeden łan opuszczony. W 1530 odbył się w niej pobór podatków od 4 łanów. W 1563 pobrano podatki z 8 łanów, karczmy dziedzicznej, młyna dziedzicznego o jednym kole wodnym, stojącego na rzece i zwanego korzecznikiem. W 1564 pobrano dziesięciny z 7,5 łana. W 1581 miał miejsce pobór od 8 łanów, karczmy dorocznej stojącej na gruncie 0,5 łana, od 4 zagrodników oraz owczarza wypasającego 20 owiec.
W wyniku II rozbioru Rzeczypospolitej w 1793, miejscowość przeszła w posiadanie Prus i jak cała Wielkopolska znalazła się w zaborze pruskim. W okresie Wielkiego Księstwa Poznańskiego (1815-1848) miejscowość wzmiankowana jako Jabłonna należała do wsi większych w ówczesnym powiecie babimojskim rejencji poznańskiej. Jabłonna należała do rakoniewickiego okręgu policyjnego tego powiatu i stanowiła część majątku Wioska, który należał wówczas do Gersdorfa. Według spisu urzędowego z 1837 roku Jabłonna liczyła 497 mieszkańców, którzy zamieszkiwali 89 dymów (domostw).
Pod koniec XIX wieku Jabłonna liczyła 126 domów i 816 mieszkańców. Przeważali ewangelicy (610) nad katolikami (197) i żydami (9). Kościół z 1852 roku służył ewangelikom. Uprawiano m.in. chmiel i winorośl. Na miejscu istniała wtedy agencja pocztowa.
Do 1954 roku istniała gmina Jabłonna. W latach 1954–1972 wieś należała i była siedzibą władz gromady Jabłonna. W latach 1975–1998 miejscowość należała administracyjnie do województwa poznańskiego.

## Zabytki
W Jabłonnie znajdują się dwa zabytkowe kościoły:
- poewangelicki kościół Najświętszego Serca Jezusa, wybudowany w 1852 roku[6] i przebudowany w 1950[10]
- drewniany kościół cmentarny pw. św. Michała Archanioła, z I poł. XVIII wieku[6]